# Sąpolnica
Sąpolnica [pronunciación en polaco: /sɔmpɔlˈnit͡sa/] (en alemán: Zampelhagen) es un pueblo ubicado en el distrito administrativo de Gmina Nowogard, dentro del Condado de Goleniów, Voivodato de Pomerania Occidental, en el norte de Polonia occidental. Se encuentra aproximadamente a 6 kilómetros al sureste de Nowogard, a 24 kilómetros al este de Goleniów, y a 44 kilómetros al noreste de la capital regional Szczecin.